# Begonia herteri
Espèce
Begonia herteri est une espèce de plantes de la famille des Begoniaceae.
Elle a été décrite en 1953 par Edgar Irmscher (1887-1968).

## Répartition géographique
Cette espèce est originaire du Brésil.